# Departamento de Azuay
El departamento del Azuay fue una subdivisión administrativa y territorial de la Gran Colombia ubicada al oriente del actual Ecuador.
El departamento fue creado en 1824, y perduró hasta la disolución del país en 1830. Azuay era uno de los 3 departamentos que componían el Distrito del Sur, siendo los otros dos el departamento de Quito y el departamento de Guayaquil.
El territorio del departamento de Azuay incluía todo lo que es hoy la sierra sur de la República de Ecuador y la parte norte del río Marañón en la época de la Gran Colombia. La capital del Departamento fue Cuenca.

## Historia
En 1820, se hallaban en poder de los españoles todo el departamento de Quito y las regiones de Cartagena de Indias y Santa Marta, así como la región norte de Venezuela. Para entonces toda la región hacía parte del departamento de Ecuador o Quito.
En 1824, se produce una nueva reorganización que crea los departamentos de Azuay y Guayaquil a partir del de Quito.
En 1830, los tres departamentos del Distrito del Sur se separaron de la Gran Colombia y conformaron el Estado de Ecuador. El nuevo estado conservó la división política grancolombiana hasta 1835, cuando fue promulgada una nueva constitución que suprimió los departamentos.

## Divisiones administrativas

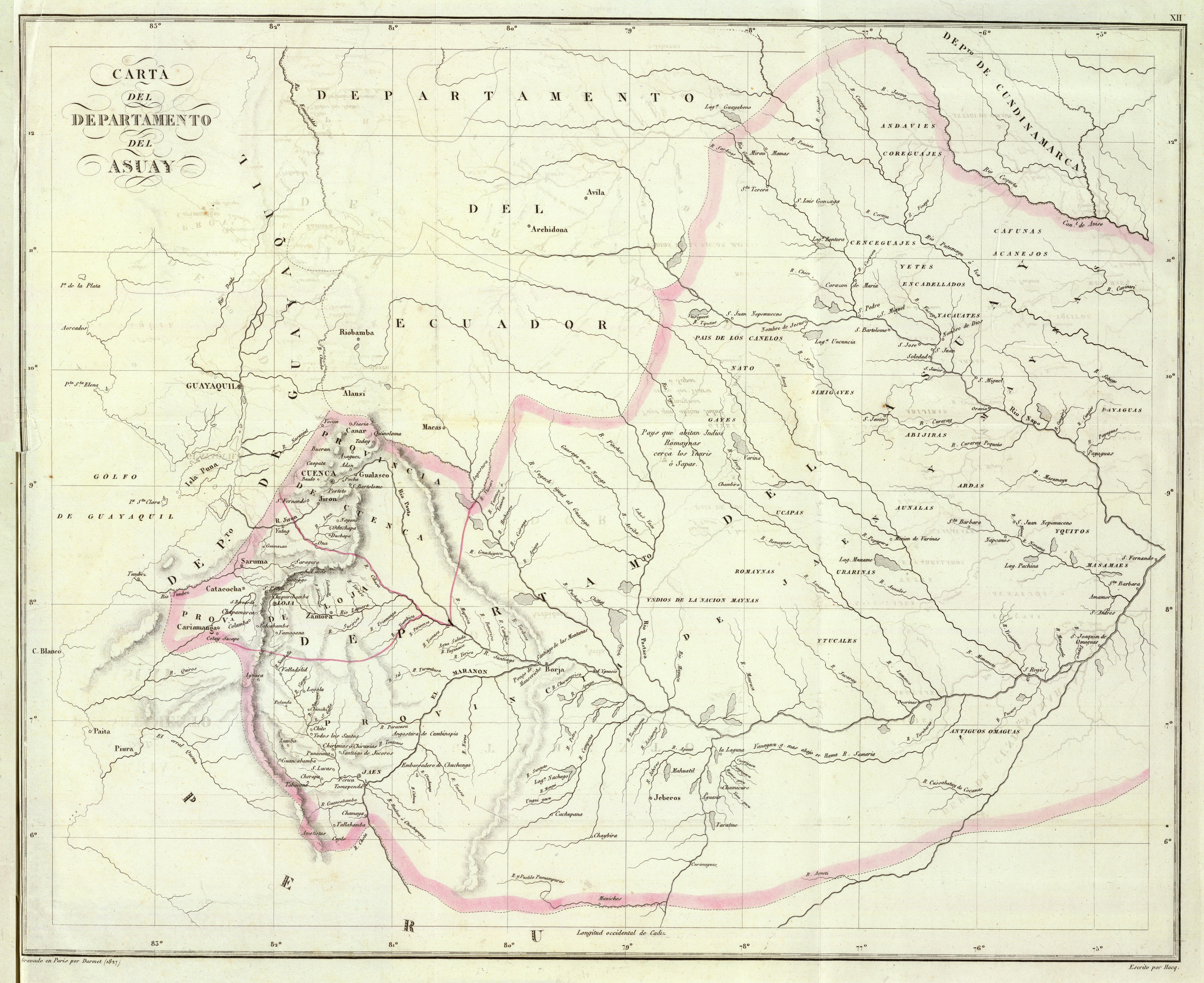
Carta del departamento de Azuay y sus divisiones administrativas en 1827.

En 1824, por medio de la Ley de División Territorial de la República de Colombia, el departamento se subdividía en provincias. De acuerdo a las leyes de la Gran Colombia, a la cabeza del gobierno civil del departamento se hallaba un Intendente y la autoridad militar estaba representada por el comandante general del departamento.
Según el Artículo 12° de la Ley de División Territorial de la República de Colombia del 25 de junio de 1824, el departamento del Azuay comprendía 3 provincias y 11 cantones:
- Provincia de Cuenca. Capital: Cuenca. Cantones: Cuenca, Cañar, Gualaceo y Girón.
- Provincia de Loja. Capital: Loja. Cantones: Loja, Catacocha, Cariamanga y Zaruma.
- Provincia de Jaén y Maynas. Capital: Jaén de Bracamoros. Cantones: Jaén, Borja y Jeveros.

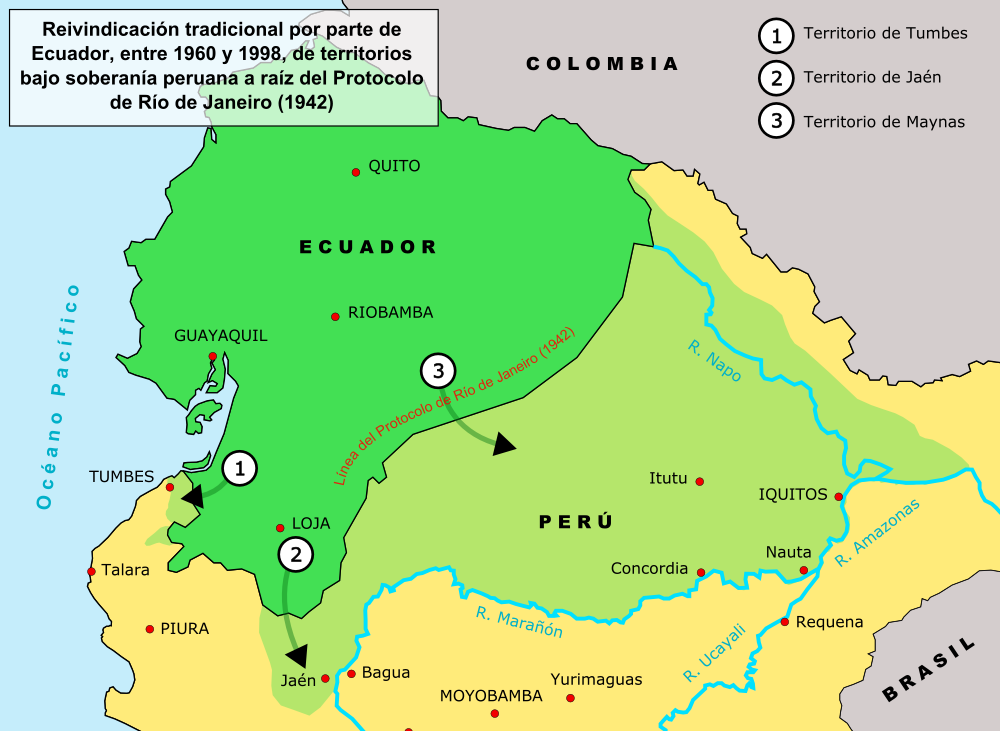
Parte de Jaén y Maynas, sobre el río Marañón, en verde claro.

Cabe tomar en cuenta que la provincia de Jaén y Maynas se encontraba disputada con el Perú, ya que los habitantes de esta región se incorporaron voluntariamente a este país, sin embargo la Gran Colombia reclamó estos territorios debido ya que fueron parte de la Real Audiencia de Quito del Virreinato de la Nueva Granada durante la época colonial.